# Николо-Барнуки
Николо-Барнуки — село в Сосновоборском районе Пензенской области России. Административный центр Николо-Барнуковского сельсовета.

## География
Село находится в восточной части Пензенской области, в пределах Приволжской возвышенности, в лесостепной зоне, к северу от реки Тешнярь, на расстоянии примерно 15 км (по прямой) к северо-востоку от Сосновоборска, административного центра района. Абсолютная высота — 248 м над уровнем моря.

### Климат
Климат характеризуется как умеренно континентальный, с холодной продолжительной зимой и тёплым летом. Средняя температура воздуха самого тёплого месяца (июля) — 19 °C (абсолютный максимум — 39 °C); самого холодного (января) — −13 °C (абсолютный минимум — −46 °C). Среднегодовое количество атмосферных осадков варьируется от 480 до 627 мм, из которых большая часть выпадает в тёплый период. Снежный покров держится в течение 150—160 дней.

### Часовой пояс
Село Николо-Барнуки, как и вся Пензенская область, находится в часовой зоне МСК (московское время). Смещение применяемого времени относительно UTC составляет +3:00.

## Население
| 1748  | 1790 | 1864 | 1911 | 1920 | 1926 | 1930 |
| ----- | ---- | ---- | ---- | ---- | ---- | ---- |
| 226   | ↗248 | ↗381 | ↗440 | ↗544 | ↘516 | ↗525 |
| 1939  | 1959 | 1970 | 1979 | 1989 | 1996 | 2002 |
| ↗1102 | ↘847 | ↘748 | ↘580 | ↘560 | ↗595 | ↘551 |
| 2010  |      |      |      |      |      |      |
| ↘501  |      |      |      |      |      |      |

### Национальный состав
Согласно результатам переписи 2002 года, в национальной структуре населения русские составляли 92 % из 551 чел.